# 小行星9674
小行星9674（英語：9674 Slovenija）是一颗围绕太阳公转的小行星。1998年8月23日，?rni Vrh在伊德里亚发现了此天体。
这颗小行星的绝对星等为354.5902244946563等。